# Meleta
Il Meleta è un corso d'acqua della provincia di Grosseto, in Toscana.  

## Descrizione
Il torrente è lungo circa 10 km e nasce a sud-est del comune di Pitigliano, in località Pazzarella, presso il confine tra Toscana e Lazio vicino alla strada provinciale Pantano. Il Meleta sfocia poi nel fiume Lente in prossimità del ponte di quest'ultimo fiume sulla strada provinciale Pian della Madonna, nelle vicinanze della via cava di Fratenuti. Lungo il suo corso sono presenti diversi ponticelli di legno e pietra e il Ponte Leopoldino, il più grande, situato sulla strada regionale 74 Maremmmana sotto al quale è presente una necropoli etrusca accessibile dal Museo archeologico all'aperto Alberto Manzi. Lungo il fiume si possono incontrare altre tombe etrusche sparse lungo la valle.
Durante la seconda guerra mondiale ci sono stati dei bombardamenti anglo-americani che hanno danneggiato l'accesso a est del ponte. Il 7 giugno 1944, diciotto B-25 Mitchell del 428th Bomber Squadron e 310th Bomber Group, guidati dal capitano Harry R. Boswell, raggiunsero Pitigliano per distruggere il ponte sul Meleta, ma alcune delle 48 bombe sganciate finirono con il colpire il centro cittadino, provocando almeno 80 morti. Un altro evento è stato l'incidente sul Meleta, quando il 13 giugno 1944 i partigiani scambiarono una jeep francese per una tedesca e catturarono un soldato, ferendolo, salvo poi medicarlo e riconsegnarlo al suo reparto.